# Klaus Lieb
Klaus Lieb (* 9. August 1965 in Sevelen) ist ein deutscher Psychiater. Seit 2007 ist er Direktor der Klinik für Psychiatrie und Psychotherapie der Universitätsmedizin Mainz und seit 2020 wissenschaftlicher Geschäftsführer des Leibniz-Instituts für Resilienzforschung Mainz.

## Werdegang
Klaus Lieb studierte von 1985 bis 1992 Humanmedizin und Philosophie an den Universitäten Ulm, Tübingen und Los Angeles. Nach seiner Dissertation zum Dr. med. wurde er Assistenzarzt bzw. wissenschaftlicher Mitarbeiter an den Abteilungen Innere Medizin I und Anatomie und Zellbiologie der Universität Ulm. Von 1994 bis 1999 arbeitete er als wissenschaftlicher Angestellter an den Abteilungen Psychiatrie und Psychotherapie sowie Neurologie des Universitätsklinikums Freiburg, wo er sich 1999 für das Fach Psychiatrie habilitierte. 2001 wurde er Leitender Oberarzt und stellvertretender Direktor der Abteilung Psychiatrie und Psychotherapie des Universitätsklinikums Freiburg. Seit 2007 ist er Direktor der Klinik für Psychiatrie und Psychotherapie der Universitätsmedizin Mainz. Seit 2020 ist er außerdem wissenschaftlicher Geschäftsführer des Leibniz-Institut für Resilienzforschung in Mainz.
Er ist Vorsitzender des Fachausschusses „Transparenz und Unabhängigkeit“ innerhalb der Arzneimittelkommission der Deutschen Ärzteschaft sowie ordentliches Mitglied im wissenschaftlichen Beirat Psychotherapie der Bundesärztekammer.
Die Schwerpunkte seiner wissenschaftlichen Arbeit sind klinische Resilienzforschung, „Cognitive enhancement“ und Hirndoping sowie Therapieresponse-Prädiktion bei affektiven Störungen. Außerdem beforscht er Interessenkonflikte in medizinischer Klinik und Forschung.
Lieb ist Mitbegründer der Initiative MEZIS e.V. (Mein Essen Zahl ich Selbst) und war von 2007 bis 2011 deren Vorsitzender. Unter seiner Mitwirkung wurden an der Klinik für Psychiatrie und Psychotherapie der Universitätsmedizin Mainz umfassende Richtlinien zur Einschränkung des Einflusses der Pharmaindustrie auf die ärztliche Tätigkeit umgesetzt.

## Auszeichnungen
- Hormosan-Forschungspreis Psychiatrie 2003 der Deutschen Gesellschaft für Psychiatrie und Psychotherapie, Psychosomatik und Nervenheilkunde[7] (dotiert mit 10.000 Euro)
- Golden Helix Award 2004[8]
- Hochschullehrer des Jahres 2013[9]
- Hamburger Preis Persönlichkeitsstörungen 2013[10]

## Veröffentlichungen (Auswahl)
- K. Lieb [Hrsg.]: Intensivkurs Psychiatrie und Psychotherapie. Elsevier – Urban & Fischer, München, 10. Auflage, 2023
- K. Lieb, B. Heßlinger, N. Dreimüller, G. Jacob: 50 Fälle Psychiatrie und Psychotherapie. Elsevier – Urban & Fischer, 6. Auflage, 2020
- K. Lieb, Klemperer D, Ludwig WD (Hrsg.): Interessenkonflikte in der Medizin. Hintergründe und Lösungsmöglichkeiten. Springer, 1. Auflage (2011)